# Ibadi
Ibadi (arapski: الاباضية al-Ibāḍiyyah) je ogranak Islama odvojen od Šiitskog i Sunitskog učenja s kojima čini tri ogranka islamskog učenja. Dominantan je u Omanu. Pripadnici se nazivaju Ibadijama. Pripadnika ovog učenja ima i u Alžiru kao i u Libiji. Vjeruje se da je jedna od najstarijih frakcija, nastala manje od 50 godina poslije smrti proroka Muhameda. Nastala je iz islamske sekte Haridžije ili Haridžita. Jedina je aktivna zajednica proizašla iz Haridžitske.  Ipak, Ibadije vide sebe bitno drugačije od Haridžija.

## Nastanak
Prema povijesnim izvorima ime ove škole potječe od Abdulaha ibn Ibad at-Tamimija. Sljedbenici ove grane, ipak, tvrde da je njihov osnivač Džabir ibn Zaid al-'Azdi iz Nizve u Omanu.

## Specifičnosti
Ibadi zajednice se generalno smatraju konzervativnim. Ibadije odbijaju prakticiranje kunuta ili dodatnih molitvi tijekom stojećeg položaja tijekom salata. Suniti tradicionalno nazivaju Ibadije Haridžijama. Ibadije odbacuju ovakvo poimanje. Ibadije ne nazivaju druge muslimane nevjernicima kao što su to radili Haridžije u većini, već formulacijom kuffar an-nima ("oni koji odbacuju Božju milost"). U današnje doba je ovaj stav znatno liberaliziran te se ostali muslimani češće prepoznaju kao muwehhiduni tj. oni koji prepoznaju "Jedinstvo Boga". Vjeruju da se pravi vjernik očituje ispunjavanjem triju obaveza:
- walāyah (valaja): prijateljstvo i sloga s drugim članovima zajednice kao i s Ibadi imamima.
- barā'ah (bar'a): odbojnost i negostoljubivost prema nevjernicima i grešnicima kao i onima koji idu u Pakao.
- wuqūf: (vukuf) : suzdržanost prema neodređenima, tj. onima koji se ne mogu prepoznati u prethodne dvije opcije.

Za razliku od Kharidžita, Ibadije su napustili praksu nekomuniciranja s ostalim muslimanima.

### Razlike i slaganja u doktrini sa Sunitskim i Šiitskim Islamom
Ibadije imaju nekoliko bitnih razlika sa službenom teorijom Sunitskog islama:
- Muslimani neće ugledati Boga u vrijeme Sudnjeg dana. Osnovu za ovakvo učenje pronalaze u dijelu Kurana kada Mojsije želeći vidjeti Boga dobiva odgovor: "Nećeš me vidjeti." Ovaj stav je suprotan vladajućem Sunitskom stavu prema kojem će muslimani vidjeti Boga kada nastupi Sudnji Dan. Ovaj se stav, opet, slaže s vladajućim shvaćanjem Šiitskog učenja. Imamu Aliju se pripisuju riječi "Oči Ga ne mogu vidjeti, ali On može biti viđen vjerom" Nahj al-Balagha.
- Tko god osjeti vatre Džehennema tj. Pakla, ostaće tamo zauvijek. U Sunitskom Islamu, nasuprot, smatra se da će grešne duše ostati u Paklu određeni vremenski period, tj. do pročišćenja. Nakon toga ih čeka Džennet tj. Raj. Suniti vjeruju da vječni Pakao čeka samo nevjernike.
- Kuran je stvoren od Boga u određenom trenutku. Veći dio Šiitske zajednice prihvaća da je Kuran stvoren.

### Pogledi na islamsku povijest i Kalifate
Ibadije se slažu sa Sunitima oko kalifa Abu Bakra i Umar ibn al-Khataba, koje smatraju pravim nasljednicima Muhameda u svjetovnoj i duhovnoj vlasti nad muslimanima (razlog raskola sa Šiitima). Smatraju Uthmana ibn Affana za uzurpatora islama i opravdavaju pobunu protiv njega koja ga je svrgnula s vlasti. Također podržavaju prvo razdoblje Alijevog kalifata, i, kao i Šiiti, ne opravdavaju Ajšinu pobunu protiv njega kao ni Muavijinu pobunu. Ipak, vide Alijevo prihvaćanje arbitraže nad Sifinskom bitkom protiv Muavijinih pobunjenika ne-islamskim i kao znak nedoraslosti da bude kalif, također ga okrivljuju za ubojstva ranih Kharidžita u Nahravanskoj bitci.
Prema njihovom vjerovanju, peti punopravni kalif bio je Abdulah ibn Vahb al-Rasibi. Svi kalifi poslije Muavije smatraju se tiranima osim Umar ibn Abdul Aziza, o kom vladaju suprotstavljeni stavovi.

## Demografija
Ibadi muslimani čine većinu (oko 55%) stanovništva u Omanu. Zajednice također postoje u Džabal Nafusi u Libiji, u Mzabu u Alžiru, istočnoj Africi (naročito na Zanzibaru) i otoku Džerba u Tunisu. Rana srednjovjekovna dinastija Rustamida u Alžiru pripadala je Ibadijama. Izbjeglice iz njihove prijestolnice Taherta osnovali su sjeverno-afričke ibadijske zajednice koje i danas postoje.

## Vanjske poveznice
- Ibadi Islam: an introduction
- A Concise History of al-Ibadiyyah
- An overview of Ibadism  Arhivirana inačica izvorne stranice od 5. rujna 2008. (Wayback Machine)
- Ibn-Ibad and the Ibadi School of Islamic Law